# Everything Has Changed
Everything Has Changed è un singolo della cantante statunitense Taylor Swift, pubblicato il 24 giugno 2013 come sesto estratto dal quarto album in studio Red.
Il brano vede la partecipazione del cantautore britannico Ed Sheeran.

## Accoglienza
La canzone ha ricevuto recensioni molto positive da critici musicali al momento della pubblicazione. Billboard ha recensito positivamente il singolo, dicendo: "I just wanna know you better / know you better now," Swift e Sheeran si fanno una serenata a vicenda in questo dolce duetto sull'improvviso scontro con una nuova storia d'amore. ". About.com ha dato un giudizio positivo dando 4 stelle su 5

## Video musicale
Il video musicale, pubblicato il 6 giugno 2013, è stato diretto da Philip Andelman ed è stato filmato al Oak Park, California e San Antonio. Il video mostra un bambino e una bambina che giocano, ma, nel corso del video, ci si rende conto che la loro amicizia è diventata qualcosa di più. Alla fine del video si scopre che i due bambini sono in realtà i figli di Taylor Swift ed Ed Sheeran. A oggi il video è stato visualizzato 320 milioni di volte su YouTube.

## Formazione
- Taylor Swift - voce, scrittrice, corista
- Ed Sheeran - voce, scrittrice, cori
- Butch Walker – produttore, chitarra, tastiera, percussioni, batteria, vocalist di sostegno
- Jake Sinclair – registrazione, basso elettrico, vocalist di sostegno
- Justin Niebank – missaggio
- Drew Bollman – assistente al missaggio
- Hank Williams – mastering
- Joann Tominaga – coordinatore di produzione
- Patrick Warren – disposizione di stringa, composizione
- Gary Lightbody – vocalist di sostegno

## Tracce
1. Everything Has Changed (con Ed Sheeran) – 4:04

## Classifiche
| Classifica (2013) | Posizione massima |
| ----------------- | ----------------- |
| Australia         | 28                |
| Belgio (Fiandre)  | 8                 |
| Canada            | 28                |
| Irlanda           | 5                 |
| Nuova Zelanda     | 22                |
| Regno Unito       | 7                 |
| Stati Uniti       | 32                |

## Everything Has Changed (Taylor's Version)
In seguito alla controversia con la sua precedente casa discografica e la vendita dei master delle pubblicazioni precedenti al suo contratto con la Republic Records, Swift ha cominciato a ri-registrare tutta la sua discografia dal 2006 al 2019, includendo anche brani non inclusi in alcun album in studio. Ogni reincisione presenta la dicitura Taylor's Version nel titolo, per distinguerla dall'incisione originale e quindi dal master non di proprietà della cantautrice.
Il 12 novembre 2021 Taylor Swift ha ripubblicato il brano sotto il nome Everything Has Changed (Taylor's Version), con la re-incisione da parte di Ed Sheeran, incluso nell'album Red (Taylor's Version).

### Classifiche
| Classifica (2021) | Posizione massima |
| ----------------- | ----------------- |
| Canada            | 51                |
| Singapore         | 24                |
| Stati Uniti       | 63                |